# 수잔 스위프트

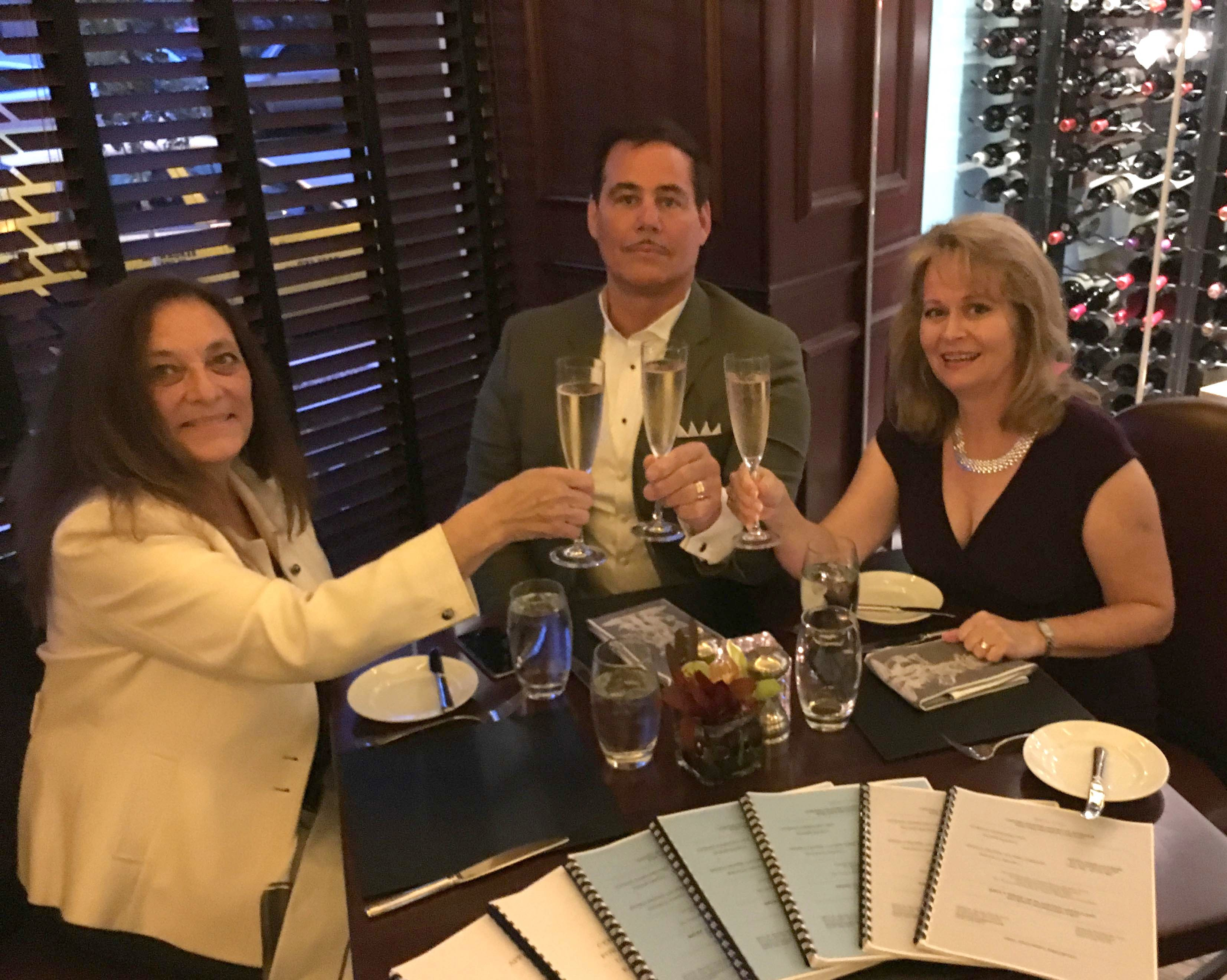

수잔 스위프트(Susan Swift, 1964년 7월 21일 ~ )는 미국의 배우, 텔레비전 배우, 영화배우이다.
휴스턴에서 태어났다.

## 영화
- 할로윈 6 (1995년)
- 저승에서 온 딸 (1977년)